# 한국민족예술인총연합
한국민족예술단체총연합(韓國民族藝術團體總聯合)은 민족예술을 지향하는 예술인들의 상호연대와 공동실천을 통하여 사회의 민주화와 민족통일, 민중의 복리증진에 기여하고 민족문화의 발전에 헌신할 목적으로 1988년 12월 23일 설립된 대한민국 문화체육관광부 소관의 사단법인이다. 사무실은 서울특별시 종로구 북촌로4길 19, 404호 (우: 03056)에 있다.

## 주요 사업
- 민족예술창작 지원사업
- 문화예술정책 개발사업
- 민족예술인 권익옹호와 복지실현을 위한 사업
- 민중의 주체적 문화활동 지원, 육성사업

## 주요 활동
진보적 성격을 가진 대한민국의 문화 예술인 단체로, 민족문화의 전통을 계승하는 활동을 한다. 민족예술교육과 문예아카데미를 열고 있다. 2009년 8월 6일에는 이 단체가 정부보조금을 횡령했다는 논란이 일었었다.